# Município de Green Creek (condado de Sandusky, Ohio)
O município de Green Creek (em inglês: Green Creek Township) é um município localizado no condado de Sandusky no estado estadounidense de Ohio. No ano de 2010 tinha uma população de 3 646 habitantes e uma densidade populacional de 46,57 pessoas por km².

## Geografia
O município de Green Creek encontra-se localizado nas coordenadas 41° 17′ 52″ N, 83° 01′ 06″ O. Segundo a Departamento do Censo dos Estados Unidos, o município tem uma superfície total de 78.29 km², da qual 78,23 km² correspondem a terra firme e (0,09 %) 0,07 km² é água.

## Demografia
Segundo o censo de 2010, tinha 3 646 pessoas residindo no município de Green Creek. A densidade populacional era de 46,57 hab./km².